# Labrador City
Labrador City es un pueblo canadiense ubicado en Labrador, en la provincia de Terranova y Labrador. Se encuentra cerca del límite con la provincia de Quebec.

## Clima
| Parámetros climáticos promedio de Wabush, Labrador City (1981−2010) | Parámetros climáticos promedio de Wabush, Labrador City (1981−2010) | Parámetros climáticos promedio de Wabush, Labrador City (1981−2010) | Parámetros climáticos promedio de Wabush, Labrador City (1981−2010) | Parámetros climáticos promedio de Wabush, Labrador City (1981−2010) | Parámetros climáticos promedio de Wabush, Labrador City (1981−2010) | Parámetros climáticos promedio de Wabush, Labrador City (1981−2010) | Parámetros climáticos promedio de Wabush, Labrador City (1981−2010) | Parámetros climáticos promedio de Wabush, Labrador City (1981−2010) | Parámetros climáticos promedio de Wabush, Labrador City (1981−2010) | Parámetros climáticos promedio de Wabush, Labrador City (1981−2010) | Parámetros climáticos promedio de Wabush, Labrador City (1981−2010) | Parámetros climáticos promedio de Wabush, Labrador City (1981−2010) | Parámetros climáticos promedio de Wabush, Labrador City (1981−2010) |
| Mes                                                                 | Ene.                                                                | Feb.                                                                | Mar.                                                                | Abr.                                                                | May.                                                                | Jun.                                                                | Jul.                                                                | Ago.                                                                | Sep.                                                                | Oct.                                                                | Nov.                                                                | Dic.                                                                | Anual                                                               |
| ------------------------------------------------------------------- | ------------------------------------------------------------------- | ------------------------------------------------------------------- | ------------------------------------------------------------------- | ------------------------------------------------------------------- | ------------------------------------------------------------------- | ------------------------------------------------------------------- | ------------------------------------------------------------------- | ------------------------------------------------------------------- | ------------------------------------------------------------------- | ------------------------------------------------------------------- | ------------------------------------------------------------------- | ------------------------------------------------------------------- | ------------------------------------------------------------------- |
| Temp. máx. abs. (°C)                                                | 8.0                                                                 | 6.2                                                                 | 14.7                                                                | 16.8                                                                | 28.4                                                                | 33.3                                                                | 32.6                                                                | 30.6                                                                | 27.8                                                                | 21.1                                                                | 12.2                                                                | 5.6                                                                 | 33.3                                                                |
| Temp. máx. media (°C)                                               | -16.7                                                               | -14.2                                                               | -6.7                                                                | 1.5                                                                 | 9.6                                                                 | 16.1                                                                | 19.1                                                                | 17.6                                                                | 11.8                                                                | 3.8                                                                 | -4.2                                                                | -12.6                                                               | 2.1                                                                 |
| Temp. media (°C)                                                    | -22.2                                                               | -20.6                                                               | -13.3                                                               | -4.3                                                                | 4.0                                                                 | 10.3                                                                | 13.8                                                                | 12.5                                                                | 7.6                                                                 | 0.5                                                                 | -8.2                                                                | -17.5                                                               | -3.1                                                                |
| Temp. mín. media (°C)                                               | -27.8                                                               | -27.0                                                               | -19.8                                                               | -10.0                                                               | -1.7                                                                | 4.4                                                                 | 8.3                                                                 | 7.4                                                                 | 3.3                                                                 | -2.9                                                                | -12.0                                                               | -22.5                                                               | -8.4                                                                |
| Temp. mín. abs. (°C)                                                | -45.7                                                               | -47.8                                                               | -46.7                                                               | -37.2                                                               | -21.7                                                               | -11.1                                                               | -6.7                                                                | -0.6                                                                | -7.0                                                                | -21.7                                                               | -33.1                                                               | -46.1                                                               | -47.8                                                               |
| Precipitación total (mm)                                            | 49.2                                                                | 40.3                                                                | 54.1                                                                | 48.8                                                                | 53.5                                                                | 82.7                                                                | 113.9                                                               | 103.5                                                               | 96.5                                                                | 75.7                                                                | 70.9                                                                | 50.4                                                                | 839.5                                                               |
| Lluvias (mm)                                                        | 0.6                                                                 | 1.6                                                                 | 2.6                                                                 | 12.1                                                                | 40.4                                                                | 80.6                                                                | 113.9                                                               | 103.4                                                               | 92.3                                                                | 42.0                                                                | 10.9                                                                | 2.5                                                                 | 502.9                                                               |
| Nevadas (cm)                                                        | 63.8                                                                | 50.9                                                                | 65.9                                                                | 44.3                                                                | 14.4                                                                | 2.1                                                                 | 0.0                                                                 | 0.1                                                                 | 4.4                                                                 | 39.0                                                                | 77.5                                                                | 66.2                                                                | 428.7                                                               |
| Días de precipitaciones (≥ 0.2 mm)                                  | 17.3                                                                | 14.6                                                                | 16.0                                                                | 14.2                                                                | 15.2                                                                | 17.1                                                                | 19.0                                                                | 20.0                                                                | 20.5                                                                | 20.1                                                                | 20.4                                                                | 19.3                                                                | 213.7                                                               |
| Días de lluvias (≥ 0.2 mm)                                          | 0.44                                                                | 0.78                                                                | 1.4                                                                 | 3.8                                                                 | 11.9                                                                | 16.4                                                                | 19.0                                                                | 20.0                                                                | 19.7                                                                | 10.5                                                                | 3.9                                                                 | 1.0                                                                 | 109.0                                                               |
| Días de nevadas (≥ 0.2 cm)                                          | 17.7                                                                | 15.0                                                                | 16.4                                                                | 12.3                                                                | 6.0                                                                 | 1.2                                                                 | 0.04                                                                | 0.07                                                                | 2.5                                                                 | 13.9                                                                | 19.7                                                                | 19.7                                                                | 124.6                                                               |
| Horas de sol                                                        | 98.0                                                                | 132.2                                                               | 151.3                                                               | 180.1                                                               | 210.6                                                               | 212.5                                                               | 218.0                                                               | 202.7                                                               | 116.6                                                               | 75.4                                                                | 56.9                                                                | 67.3                                                                | 1721.4                                                              |
| Fuente: Environment Canada                                          |                                                                     |                                                                     |                                                                     |                                                                     |                                                                     |                                                                     |                                                                     |                                                                     |                                                                     |                                                                     |                                                                     |                                                                     |                                                                     |